# Eccellenza Veneto 1999-2000
Il campionato italiano di calcio di Eccellenza regionale 1999-2000 è stato il nono organizzato in Italia. Rappresenta il sesto livello del calcio italiano.
Questo è il campionato regionale della regione Veneto.

## Girone A

### Squadre partecipanti
| Club                         | Città                         |
| ---------------------------- | ----------------------------- |
| A.C. Abano                   | Abano Terme (PD)              |
| A.C. Camisano                | Camisano Vicentino (VI)       |
| U.S. CSI Caprino             | Caprino Veronese (VR)         |
| U.S. Casalserugo             | Casalserugo (PD)              |
| A.C. Cologna Veneta          | Cologna Veneta (VR)           |
| U.S. De.Ro.Ma. Malo          | Malo (VI)                     |
| A.C. Lonigo                  | Lonigo (VI)                   |
| A.C. Lugagnano               | Sona (VR)                     |
| Monselice Calcio             | Monselice (PD)                |
| N.A.C. Nogara                | Nogara (VR)                   |
| A.C. Porto Viro '96          | Porto Viro (RO)               |
| A.C. Sambonifacese Don Bosco | San Bonifacio (VR)            |
| A.C. San Martino Speme       | San Martino Buon Albergo (VR) |
| A.C. Schio                   | Schio (VI)                    |
| A.C. Tezze sul Brenta        | Tezze sul Brenta (VI)         |
| A.C. CGV Torri               | Torri di Quartesolo (VI)      |

### Classifica finale
|  | Pos. | Squadra           | Pt | G  | V  | N  | P  | GF | GS | DR  |
|  | ---- | ----------------- | -- | -- | -- | -- | -- | -- | -- | --- |
|  | 1.   | Lonigo            | 62 | 30 | 18 | 8  | 4  | 44 | 26 | +18 |
|  | 2.   | Tezze sul Brenta  | 56 | 30 | 16 | 8  | 6  | 48 | 29 | +19 |
|  | 3.   | Abano             | 47 | 30 | 13 | 8  | 9  | 39 | 28 | +11 |
|  | 4.   | CGV Torri         | 47 | 30 | 11 | 14 | 5  | 35 | 22 | +13 |
|  | 5.   | Lugagnano         | 47 | 30 | 13 | 8  | 9  | 39 | 37 | +2  |
|  | 6.   | Monselice         | 47 | 30 | 14 | 5  | 11 | 38 | 33 | +5  |
|  | 7.   | Cologna Veneta    | 40 | 30 | 10 | 10 | 10 | 37 | 38 | -1  |
|  | 8.   | Casalserugo       | 38 | 30 | 9  | 11 | 10 | 29 | 28 | +1  |
|  | 9.   | Camisano          | 38 | 30 | 9  | 11 | 10 | 37 | 40 | -3  |
|  | 10.  | Sambonifacese     | 37 | 30 | 9  | 10 | 11 | 28 | 29 | -1  |
|  | 11.  | San Martino Speme | 37 | 30 | 9  | 10 | 11 | 19 | 25 | -6  |
|  | 12.  | Nogara            | 37 | 30 | 10 | 7  | 13 | 28 | 40 | -12 |
|  | 13.  | De.Ro.Ma. Malo    | 36 | 30 | 6  | 18 | 6  | 32 | 27 | +5  |
|  | 14.  | Caprino           | 31 | 30 | 7  | 10 | 13 | 28 | 37 | -9  |
|  | 15.  | Porto Viro '96    | 28 | 30 | 7  | 7  | 16 | 21 | 39 | -18 |
|  | 16.  | Schio             | 17 | 30 | 4  | 5  | 21 | 29 | 53 | -24 |

### Spareggi

#### Spareggio 3º posto
| Squadra 1 | Risultato       | Squadra 2 |
| --------- | --------------- | --------- |
| Abano     | 0 - 0 (4-1 dcr) | CGV Torri |

| ??? 2000                                     | Abano                | 0 – 0 (d.t.s.) | CGV Torri |  |
| \| \| \| \| \| \| Tiri di rigore 4 – 1 \| \| |                      |                |           |  |
|                                              |                      |                |           |  |
|                                              | Tiri di rigore 4 – 1 |                |           |  |

### Verdetti finali
- Tezze sul Brenta promosso in Serie D dopo penalizzazione del Lonigo per decisione del Comitato Regionale Veneto.

## Girone B

### Squadre partecipanti
| Club                          | Città                        |
| ----------------------------- | ---------------------------- |
| A.C. Belluno Pontealpi 1905   | Belluno                      |
| Conegliano Calcio             | Conegliano (TV)              |
| F.C. Edo Mestre               | Mestre (VE)                  |
| U.S. Feltrese Sedico          | Feltre (BL)                  |
| A.C. Fineco Leasing Bessica   | Bessica (TV)                 |
| A.C. La Marenese              | Mareno di Piave (TV)         |
| R.B. Luparense                | San Martino di Lupari (PD)   |
| U.S. Miranese                 | Mirano (VE)                  |
| U.S. Monte                    | Montebelluna (TV)            |
| F.C. Nervesa                  | Nervesa della Battaglia (TV) |
| U.S. Opitergina               | Oderzo (TV)                  |
| U.S. Piombinese               | Piombino Dese (TV)           |
| A.C. Reschigliano             | Campodarsego (PD)            |
| A.C. Villafranca Padovana     | Villafranca Padovana (PD)    |
| A.S. Union Quinto             | Quinto di Treviso (TV)       |
| Union Vigontina               | Vigonza (VI)                 |
| A.C. Vittorio Veneto De Nardi | Vittorio Veneto (TV)         |

### Classifica finale
|  | Pos. | Squadra                  | Pt | G  | V  | N  | P  | GF | GS | DR  |
|  | ---- | ------------------------ | -- | -- | -- | -- | -- | -- | -- | --- |
|  | 1.   | Fineco Leasing Bessica   | 64 | 32 | 19 | 7  | 6  | 54 | 26 | +28 |
|  | 2.   | Belluno Pontalpi 1905    | 64 | 32 | 18 | 10 | 4  | 48 | 18 | +30 |
|  | 3.   | Nervesa                  | 56 | 32 | 15 | 11 | 6  | 35 | 29 | +6  |
|  | 4.   | Conegliano               | 49 | 32 | 12 | 13 | 7  | 31 | 20 | +11 |
|  | 5.   | Opitergina               | 46 | 32 | 11 | 13 | 8  | 34 | 24 | +10 |
|  | 6.   | Union Quinto             | 45 | 32 | 10 | 15 | 7  | 37 | 33 | +4  |
|  | 7.   | R.B. Luparense (*)       | 43 | 32 | 11 | 10 | 11 | 38 | 39 | -1  |
|  | 8.   | Piombinese               | 40 | 32 | 9  | 13 | 10 | 28 | 33 | -5  |
|  | 9.   | Feltrese Sedico          | 39 | 32 | 7  | 18 | 7  | 33 | 36 | -3  |
|  | 10.  | Monte                    | 38 | 32 | 8  | 14 | 10 | 39 | 38 | +1  |
|  | 11.  | Edo Mestre               | 38 | 32 | 9  | 11 | 12 | 31 | 37 | -6  |
|  | 12.  | Villafranca Padovana     | 37 | 32 | 8  | 13 | 11 | 27 | 28 | -1  |
|  | 13.  | Union Vigontina          | 37 | 32 | 8  | 13 | 11 | 37 | 45 | -8  |
|  | 14.  | Miranese                 | 35 | 32 | 9  | 8  | 15 | 40 | 44 | -4  |
|  | 15.  | La Marenese              | 33 | 32 | 5  | 18 | 9  | 20 | 28 | -8  |
|  | 16.  | Vittorio Veneto De Nardi | 32 | 32 | 7  | 11 | 14 | 25 | 39 | -14 |
|  | 17.  | Reschigliano             | 17 | 32 | 3  | 8  | 21 | 22 | 62 | -40 |

### Spareggi

#### Spareggio promozione
| Squadra 1 | Risultato | Squadra 2 |
| --------- | --------- | --------- |
| Bessica   | 2 - 0     | Belluno   |

| Oderzo 21 maggio 2000 | Bessica | 2 – 0 | Belluno |  |

### Verdetti finali
- Il Fineco Leasing Bessica viene successivamente assorbito dalla Luparense, che acquisisce il diritto a disputare la Serie D.

## Fonti e bibliografia
L'Annuario F.I.G.C. 1999-00, Roma (2000) conservato presso:
- tutti i Comitati Regionali F.I.G.C.-L.N.D.;
- la Lega Nazionale Professionisti a Milano;
- la Biblioteca Nazionale Centrale di Firenze;
- la Biblioteca Nazionale Centrale di Roma.
- Carlo Fontanelli, ANNOGOL 2001 - Geo Edizioni Srl.